# Punto de encuentro familiar
Un punto de encuentro familiar, también conocido por las siglas PEF, es un servicio social con el objetivo de normalizar las relaciones familiares, especialmente entre personas menores de edad y los miembros de la familia con quienes no conviven. 
Es un servicio temporal y especializado, entendido como un espacio de encuentro neutral que, con el apoyo de profesionales, garantice la seguridad y bienestar de los niños en los encuentros con familiares con quienes, en ocasiones anteriores, ha surgido conflicto. En este servicio, se ofrece apoyo psicológico y herramientas y técnicas para mediar y resolver conflictos, de modo que se puedan lograr acuerdos y un ambiente propicio para todos los miembros de la familia.

## Origen
Los puntos de encuentro familiar responden a la necesidad de encontrar un espacio donde pueda producirse un régimen de visitas de forma controlada y segura. Es decir, en los casos en los existe el conflicto familiar de gravedad, y este es permanente tras la separación matrimonial, cada encuentro con las y los integrantes de la familia puede suponer un agravamiento de la situación, y por tanto un incumplimiento de los derechos del niño. Por esta razón, se ideó un espacio donde pudieran producirse estos encuentros con profesionales que acompañaran el proceso.
Antes de existir estos recursos, los encuentros se producían en comisarías de la policía o cuarteles de la Guardia Civil, espacios que se consideraban poco propicios para la convivencia familiar. En ocasiones, también se ha optado por el encuentro en zonas de ocio y parque. Existen casos en los que las niñas y niños han sido trasladados por agentes policiales.
Los puntos de encuentro funcionan desde la década de los 80. Francia es uno de los países que los ha desarrollado más, ya que cuenta con puntos de encuentro en todos los distritos. En España, el primer punto de encuentro se creó en Valladolid en 1994 por parte de la Asociación para la Protección del Menor en los Procesos de Separación de sus Progenitores (APROME). A partir de este, debido a la demanda y necesidad, además del aval de administraciones públicas y el Consejo General del Poder Judicial, se han instalado servicios como este en todo el país.
Existe otro recurso, la mediación familiar, para lograr similares objetivos a los de los puntos de encuentro, sin embargo generalmente las familias que usan los puntos de encuentro suelen tener un conflicto mayor.

## Normativa
El artículo 9 de la Convención sobre los Derechos del Niño establece la obligación para los Estados que la han ratificado de respetar el derecho de niños, que se han visto separados de madre o padre, a mantener las relaciones personales y contacto directo de modo regular, salvo si ello es contrario al interés superior del niño. Esto justifica la creación de recursos gratuitos y universales velar por el cumplimiento de este derecho.
El Código Civil de España regula la relación de los niños con el progenitor no custodio en sus artículos 90 - 94, y en su artículo 160 con sus abuelos y otras personas allegadas. También se debe considerar la Ley Orgánica 1/1996, de 15 de enero, de Protección Jurídica del Menor.
Por su parte, la Recomendación del Consejo de Europa R(98) del Comité de Ministros de los Estados miembros sobre la Mediación Familiar,
adoptada por el Comité de Ministros el 21 de enero de 1998, señala en su exposición de motivos que se ha de asegurar la protección de los intereses del niño o adolescente y de su bienestar, especialmente en relación con la guarda y el derecho de visitas en situaciones de separación o divorcio.
En España, existe también normativa de ámbito autonómico como el Decreto 124/2008, de 1 de julio, regulador de los puntos de encuentro familiar por derivación judicial en la Comunidad Autónoma del País Vasco o el Decreto 79/2014, de 25 de marzo, por el que se regulan los Puntos de Encuentro Familiar de Andalucía.
Por último, en 2003, la Comisión Interautonómica de Directores Generales de Infancia y Familias, dentro del Ministerio de Educación, Política Social y Deporte, aprobó el "Documento marco de mínimos para asegurar la calidad de los puntos de encuentro familiar".

## Funcionamiento
Para acceder a este tipo de servicio debe haber exclusivamente una sentencia judicial o una solicitud de un órgano administrativo competente en la protección de los niños.
En los puntos de encuentro familiares se ofrecen servicios como la entrega y recogida de niños, cumpliendo el régimen de visitas bajo la supervisión del equipo técnico, visitas supervisadas por un profesional presente en la misma, y visitas de niños que pasan con sus familiares no custodios un tiempo sin esa presencia o supervisión. Además de estos servicios, el punto de encuentro debe ofrecer confidencialidad de todo el proceso.

## Críticas
Algunas de las críticas a este servicio son:
- Existe el riesgo de que el punto de encuentro familiar sea parte activa del conflicto.
- Riesgo de saturación del servicio y, por tanto, ofrecer menos calidad.
- Para mejorar este servicio, también ha de mejorar la comunicación entre este y las administraciones. Debido a la mala comunicación, se dan retrasos en la comunicación al punto de encuentro familiar de las medidas acordadas e informaciones incompletas sobre las circunstancias de las personas con las que deben trabajar.
- Hay especialistas que señalan que los puntos de encuentro familiares deben ser espacios "neutrales", sin embargo, otras voces del sector señalan que, al tratarse de espacios que protegen a hijos del conflicto conyugal, se tratarían más bien de espacios inclinados a proteger los derechos de la infancia.